# فرودگاه کیتمانشوپ
فرودگاه کیتمانشوپ (به انگلیسی: Keetmanshoop Airport) یک فرودگاه همگانی با کد یاتا KMP است که یک باند فرود آسفالت دارد و طول باند آن ۲۳۱۶ متر است. این فرودگاه در شهر کیتمانشوپ کشور نامیبیا قرار دارد و در ارتفاع ۱۰۶۹ متری از سطح دریا واقع شده است.